# François-Patrice Mitchell
Pour les personnes ayant le même patronyme, voir Mitchell.
François Patrice Mitchell, ou Francis Patrick Mitchell, né le 17 août 1732 à Bordeaux, où il est mort le 19 octobre 1792, est un industriel bordelais de la verrerie, négociant, armateur.
Propriétaire et directeur de la manufacture royale de verrerie de Bordeaux, il développe l'industrie du verre et le négoce de la production bordelaise. Il est aussi armateur, possède jusqu'à trois vaisseaux, exporte sa production vers les Îles Britanniques, et commerce avec les colonies. Viticulteur, il étend son domaine du château du Tertre. Il élargit aussi son activité aux opérations immobilières par des lotissements agrandissant Bordeaux.
Jurat de Bordeaux, il devient sous Louis XVI le porte-parole des industriels et négociants bordelais auprès du pouvoir central.

## Biographie

### Verriers d'origine irlandaise
François Patrice Mitchell naît à Bordeaux vers 1740 selon Féret, le 17 août 1732 selon un relevé d'acte. Il est le fils de Pierre Mitchell (1687-1740), issu d'une famille d'ancienne mais modeste noblesse irlandaise, fondateur de la première verrerie bordelaise, et de Jeanne O'Hicky (Hicky, O'Hicky ou O'Hickey).
Il travaille dans la verrerie familiale, qui a obtenu en 1723 un privilège d'exclusivité, et qui obtient en 1738 une confirmation et une extension de son privilège d'exclusivité à dix lieues à la ronde, avec le titre de manufacture royale, et devient la « Verrerie royale de Bordeaux ».

### Direction de la verrerie

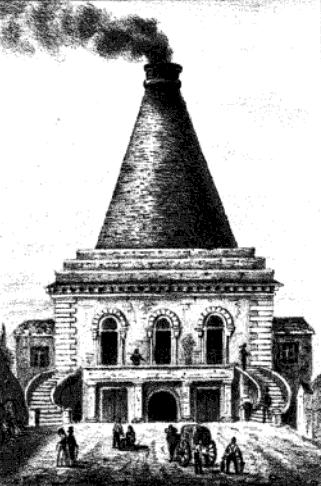
La deuxième verrerie, créée par François-Patrice Mitchell entre 1751 et 1756. Gravure de 1837.

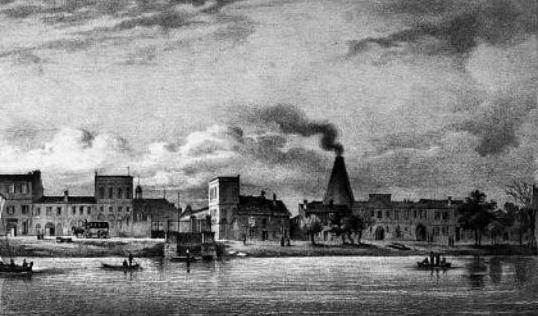
La première verrerie Mitchell transférée vers 1819 quai de Bacalan. Gravure de 1830.

Après la mort de son fondateur Pierre Mitchell en 1740, la verrerie est dirigée par sa veuve, puis par leur fils François-Patrice Mitchell.
Le contrôleur Lemarchant en visite chez Mitchell en 1749 y observe une très grande variété de formes et de tailles de bouteilles. Vers 1750, la production est de l'ordre de 200 000 bouteilles par an.
François-Patrice Mitchell crée entre 1751 et 1756 un deuxième établissement pour accroître l'activité et barrer la route à un rival,.
Il se rapproche de son principal concurrent, propriétaire de la verrerie de Bourg, pour rédiger tous les deux, à partir de 1763, des mémoires et observations pour défendre leur activité auprès des autorités politiques et économiques, se plaindre de la fiscalité et formuler de « nombreuses et intelligentes suggestions ».
François-Patrice Mitchell obtient de Louis XVI, en septembre 1777, des lettres de reconnaissance de son ancienne noblesse avec la qualité de gentilhomme verrier, et le droit continuer à diriger son industrie sans déroger à la condition de noble ; en réponse à une enquête préliminaire, le subdélégué régional indique que Mitchell est alors « propriétaire d'une verrerie très considérable » avec « une fortune très suffisante », et que ni lui ni son père n'ont dérogé.
En 1778 il obtient l'autorisation de transférer son activité à Bacalan pour avoir plus de place et mieux se développer, mais ce transfert est plusieurs fois retardé et ce sont ses fils qui le mettront en œuvre.
Son activité, ses établissements et ses effectifs augmentent sur longue période, mais Mitchell n'échappe pas à des difficultés, particulièrement en 1779, où il est en cessation de paiement, et ses bâtiments sont momentanément saisis ; mais l'activité reprend de plus belle en 1780.
L'augmentation du nombre d'employés montre la croissance que François-Patrice a donnée à son industrie : en 1749, au moment où il prend la direction, il y a une quinzaine de salariés, dont quatre « gentilshommes souffleurs » ; après sa mort, à un moment où l'activité diminue, ils sont encore 50 à 60. Mitchell profite pleinement de l'augmentation considérable de la demande. Son entreprise est citée parmi les plus pérennes des sociétés britanniques de la région.

### Autres activités, influence
Par ailleurs, François Patrice Mitchell poursuit et amplifie la politique de diversification entamée par son père. En viticulture, il étend son domaine du château du Tertre, et encourage ses beaux-frères à agrandir leurs propriétés viticoles du domaine Lynch (actuels Lynch-Bages et Lynch-Moussas) et de château Dauzac ; il assure la mise en bouteilles de leur production et de celle des principaux autres viticulteurs. Pour exporter la production bordelaise, il pratique l'armement maritime, achète un troisième vaisseau. Il pratique le commerce avec les Îles Britanniques et avec les colonies. Il effectue aussi des opérations immobilières en créant plusieurs lotissements à la périphérie de Bordeaux, ce qui agrandit la ville,.
Il est par ailleurs jurat de Bordeaux. À cette époque il est devenu le porte-parole des industriels et artisans de la région.
Se plaignant du traité de commerce conclu avec l'Angleterre en 1786, Mitchell écrit en 1787 à M. de Calonne un mémoire jugé « tout à fait remarquable » avec « des accents très modernes ».
Cultivé, amateur d'art, il constitue une bibliothèque de près de 500 volumes reliés, riche sur les belles-lettres, l'histoire et les grands classiques français ; elle est au-dessus de la moyenne des autres bibliothèques nobiliaires.
Patrice Mitchell se fait représenter aux assemblées de la noblesse de 1789, en tant que noble possesseur de fief. Pendant la Révolution, il n'est pas particulièrement inquiété.
François-Patrice Mitchell meurt à Bordeaux le 19 octobre 1792.
Ses fils transfèrent la verrerie quai de Bacalan en 1819, et ses petits-fils en créent une autre en 1855.

### Famille

#### Filiation, armes, possessions
Fils de Pierre Mitchell (1687-1740), François-Patrice Mitchell est l'arrière-petit-fils de Lawrence Mitchell, écuyer, et descendant direct de Ambrose Mitchell, déjà écuyer sous Édouard III d'Angleterre au XIVe siècle.
Confirmé en France dans sa noblesse en septembre 1777, François Patrice Mitchell est ensuite qualifié de « seigneur de Pradets et autres lieux ». Ses armes sont : D'azur au chevron d'or accompagné de trois têtes de léopard du même, avec la devise : Sola virtus nobilitat.
François Patrice Mitchell possède notamment sa maison noble de Pradets, ses établissements industriels aux Chartrons, possède aussi le domaine viticole et le château du Tertre à Arsac qu'il a hérités de son père et une maison de campagne à Pessac.

#### Mariage, enfants
François-Patrice Mitchell épouse le 23 juin 1774, à Dublin, Peggy Elise Lynch, fille de Thomas Lynch, écuyer, et de dame Pétronille Drouillard, fille de Pierre Drouillard. Peggy Elise est la sœur du comte Jean-Baptiste Lynch (1749-1835), maire de Bordeaux, pair de France, et du député Thomas-Michel Lynch (1754-1840).
Ils signent leur contrat de mariage le 25 juin 1774 devant notaire à Dublin et le font ensuite traduire et déposer auprès de leur notaire bordelais en 1776.
- Ils ont comme enfants :
  - Pierre-Thomas Mitchell (1778-1841), ingénieur, qui prend avec son frère William la suite de la verrerie, la transfère en 1819 quai de Bacalan[1] ; il a plusieurs enfants :
    - Patrice Mitchell (né en 1829), qui dirige la verrerie après la mort de son père. Il la dirige encore en 1874-1888[1].
    - Henry Mitchell, qui travaille à la verrerie avec son frère Patrice.
    - Pierre-Thomas Mitchell, qui crée une autre verrerie en 1855.

  - Richard Mitchell, mort jeune.
  - William-Patrick (ou Guillaume-Patrice) Mitchell, qui dirige la verrerie avec son frère Pierre. Il épouse Anne Armstrong, dont :
    - William (Guillaume) Mitchell (1825-1893), ingénieur et inspecteur principal de la Compagnie des chemins de fer de Paris à Lyon et à la Méditerranée[10].
    - Mary Therese Mitchell, qui épouse Victor Lefranc (1809-1883), avocat, député, ministre de l'Agriculture et du commerce, ministre de l'Intérieur, sénateur.

  - Elisabeth Marguerite Mitchell (1783-1861), qui épouse Gabriel de Bourran du Coureau (1781-1861), baron de Bourran.

## Hommages

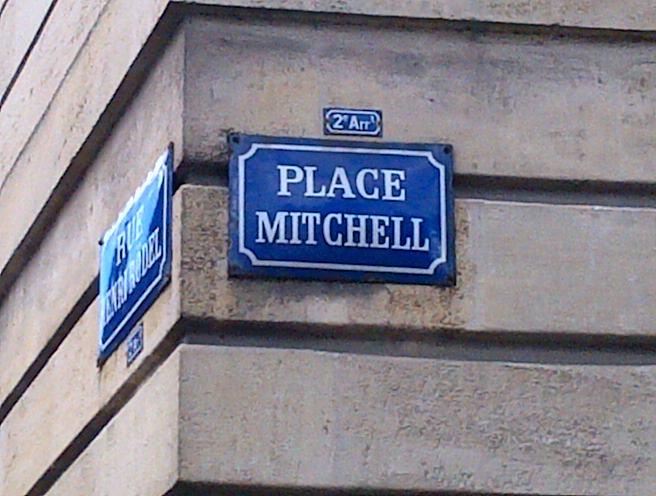
Place Mitchell à Bordeaux.

En hommage aux Mitchell, plusieurs noms de voies rappellent à Bordeaux le souvenir de leur activité et l'emplacement de leur fief :
- La place Mitchell,
- la rue Michel (par corruption de rue Mitchell[1]),
- l’impasse Mitchell,
- la rue de la Verrerie.